# Burtia rubella
Burtia rubella là một loài bướm đêm thuộc phân họ Arctiinae, họ Erebidae.